# Бабушкино (Калининградская область)
Бабушкино (до 1946 — Гросс Дегезен, нем. Groß Degesen) — посёлок в Нестеровском районе Калининградской области. Входит в состав Пригородного сельского поселения.

## Население
| 1933 | 1939 | 2002 | 2010 |
| ---- | ---- | ---- | ---- |
| 252  | ↗275 | ↗614 | ↘588 |